# Þurisaz
| Þurisaz          | Þurisaz         | Þurisaz         | Þurisaz        | Þurisaz        | Þurisaz        | Þurisaz        |
| Nome             | Proto-germanico | Proto-germanico | Antico inglese | Antico inglese | Norreno        | Norreno        |
| ---------------- | --------------- | --------------- | -------------- | -------------- | -------------- | -------------- |
| Nome             | *Þurisaz        | *Þurisaz        | Þorn           | Þorn           | Þurs           | Þurs           |
| Significato      | Jǫtunn          | Jǫtunn          | spina          | spina          | Jötunn         | Jötunn         |
| Forma            | Fuþark antico   | Fuþark antico   | Fuþorc         | Fuþorc         | Fuþark recente | Fuþark recente |
| Forma            |                 |                 |                |                |                |                |
| Unicode          | ᚦ U+16A6        | ᚦ U+16A6        | ᚦ U+16A6       | ᚦ U+16A6       | ᚦ U+16A6       | ᚦ U+16A6       |
| Traslitterazione | þ               | þ               | þ              | þ              | þ              | þ              |
| Trascrizione     | þ               | þ               | þ, ð           | þ, ð           | þ, ð           | þ, ð           |
| IPA              | [θ]             | [θ]             | [θ], [ð]       | [θ], [ð]       | [θ], [ð]       | [θ], [ð]       |
| Ordine alfab.    | 3               | 3               | 3              | 3              | 3              | 3              |

*Þurisaz (che significa "Jǫtunn", "gigante") è il nome proto-germanico ricostruito della runa del Fuþark antico ᚦ (carattere Unicode ᚦ). Questa runa compare anche nel Fuþorc anglosassone e frisone con il nome di Þorn ("spina") e nel Fuþark recente con il nome di Þurs ("Jǫtunn").

## Poemi runici
La runa *Þurisaz compare in tutti e tre i poemi runici, in cui è chiamata Þurs (poemi norvegese ed islandese) e Ðorn (poema inglese):
| Poema runico: | Traduzione: |
| Antico norvegese ᚦ Þurs vældr kvinna kvillu, kátr værðr fár af illu.                                                        | Thurs ("Gigante") causa angoscia alle donne, la sfortuna rende allegri pochi uomini.                                    |
| Antico islandese ᚦ Þurs er kvenna kvöl ok kletta búi ok varðrúnar verr. Saturnus þengill.                                   | Thurs ("Gigante") è la tortura delle donne e l'abitante delle colline e il marito di una gigantessa thegn di Saturno.   |
| Antico inglese ᚦ Ðorn byþ ðearle scearp; ðegna gehwylcum anfeng ys yfyl, ungemetum reþe manna gehwelcum, ðe him mid resteð. | La spina è eccessivamente acuta, un oggetto maligno al tocco per ogni cavaliere, assai duro su chiunque sieda tra esse. |

## Origine
L'origine ed il significato del nome della runa è stato ampiamente dibattuto, ed ancora oggi è oggetto di discussione.
Tursas è un essere poco conosciuto appartenente alla mitologia finlandese; la Finlandia era nota come la terra dei giganti (Jǫtunheimr) nella mitologia scandinava e germanica settentrionale.
Per estensione, la runa fu anche associata all'uccisore dei giganti, Thor/Donar, ed al suo martello Mjǫllnir; nel suo aspetto più ristretto di portatore di sfortuna, fu collegata anche al Signore della Malizia, Loki. Tuttavia è da notare che il nome del dio Thor (Þórr) non ha alcuna relazione etimologica con la parola per "gigante" (þurs), essendo invece legata a Þunor ("tuono"); ciononostante viene affermato che Loki è un gigante che si era trasferito ad Ásgarðr dalla terra dei giganti, Jǫtunheimr.
Nell'Inghilterra anglosassone, la stessa runa era chiamata þorn e nell'alfabeto latino divenne la lettera þ. Poiché la parola "þorn" (che in italiano significa "spina") ovviamente non è etimologicamente legata a "þurs" ("gigante"), si è tentato di spiegare la sostituzione della seconda con la prima considerando "spina" come un kenning (una metafora) per "gigante".
È oggetto di controversie se sia mai esistito un sistema distinto di rune gotiche, ma è evidente che la maggior parte dei nomi delle lettere dell'alfabeto gotico corrisponde a quelli delle rune del Fuþark antico. Nelle moderne traslitterazioni dei testi gotici, la lettera gotica  viene sostituita dal relativamente recente simbolo þ, benché né il glifo "þorn" né il suo nome fossero utilizzati in gotico: i caratteri dell'alfabeto gotico non seguono le rune per la maggior parte, ad esempio proprio nel caso della runa "þorn" che è rimpiazzata dalla lettera , chiamata þiuþ ("buono") nel Codex Vindobonensis 795.
La mancanza di accordo tra i vari simboli ed i corrispondenti nomi in gotico, antico inglese ed norreno rende difficile ricostruire il nome proto-germanico della runa del fuþark antico. Supponendo che il nome scandinavo <þurs> sia il riflesso più plausibile del nome del Fuþark antico, e confrontandolo con l'antico inglese þyrs ("gigante", "orco") e l'alto tedesco antico duris-es ("(del) gigante"), è stata ricostruita la forma proto-germanica *þurisaz.